# Günzach
Günzach es un municipio en el distrito de Algovia Oriental en Baviera en Alemania.